# Scout (cohete)

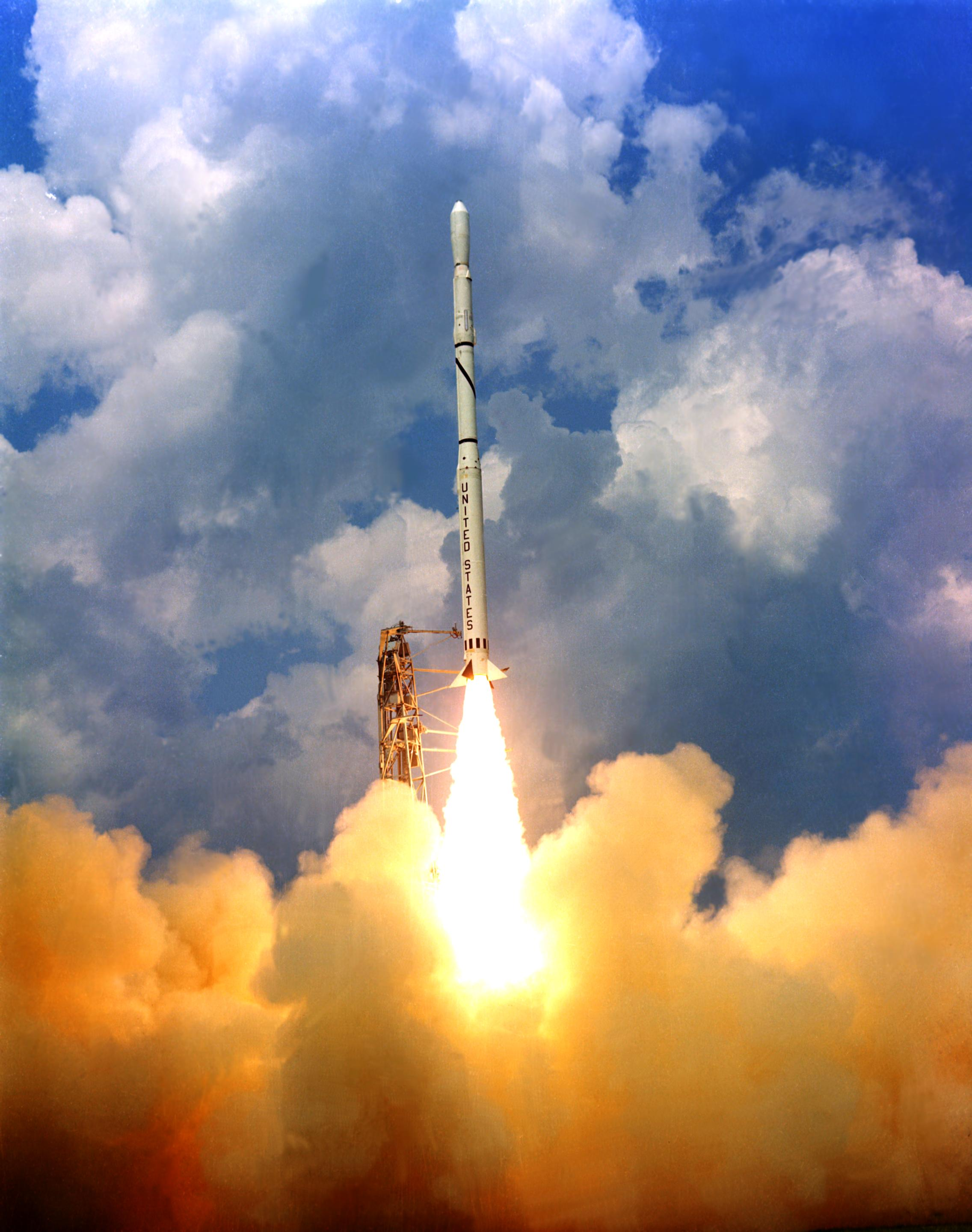
Lanzamiento de un Scout

Scout (acrónimo de Solid Controlled Orbital Utility Test system, en inglés) fue la primera familia de cohetes estadounidenses propulsada íntegramente por combustible sólido; los cohetes tenían cuatro etapas y su origen se remonta a finales de los años 1950, cuando las primeras versiones fueron desarrolladas por la Fuerza Aérea de los Estados Unidos y la NASA para obtener un lanzador barato para cargas relativamente pequeñas. El último vuelo de un Scout tuvo lugar en 1994.
Se lanzaron cohetes Scout desde Cabo Cañaveral, Vandenberg, Wallops Island y desde la plataforma marina italiana San Marco, cerca de las costas de Kenia. Italia estudió la posibilidad de desarrollar versiones mejoradas del Scout, pero nunca llegaron a realizarse.
El cohete era construido por la división aeroespacial de Ling-Temco-Vought.